# Río Satipo
Der Río Satipo ist ein 55 km langer linker Nebenfluss des Río Pangoa in der Provinz Satipo der Region Junín in Zentral-Peru. Einschließlich seinem Hauptquellfluss, dem Río Pampa Hermosa, beträgt die Gesamtlänge 114 km.

## Flusslauf
Der Río Satipo entsteht 12 km südöstlich der Provinzhauptstadt Satipo am Zusammenfluss von Río Ancayo (links) und Río Pampa Hermosa (rechts) auf einer Höhe von etwa 860 m in den östlichen Ausläufern der peruanischen Zentralkordillere. Der Río Satipo fließt anfangs in überwiegend nordöstlicher Richtung durch eine vorandine Region. Bei Flusskilometer 40 passiert der Fluss die am nördlichen Flussufer gelegene Stadt Satipo. Anschließend kreuzt er eine in NW-SO-Richtung verlaufende breite Senke. Auf seinen unteren 30 Kilometern durchschneidet der Fluss eine Hügellandschaft. Dabei wendet er sich allmählich nach Osten und schließlich auf den letzten 10 Kilometern in Richtung Südsüdost. Er mündet schließlich 17 km nordöstlich der Stadt Mazamari auf einer Höhe von etwa 400 m in den Río Pangoa. Größere Nebenflüsse des Río Satipo sind Río Capiro, Río Negro, Río Marankiari, Río Sondoveni und Río Casantobe, alle von links, sowie der Río Coviriali von rechts. Die Nationalstraße 24A von Satipo ins obere Flusstal des Río Mantaro mit den Städten Concepción und Jauja verläuft entlang dem Oberlauf des Río Satipo und dessen Hauptquellfluss, dem Río Pampa Hermosa.

## Quellflüsse
Der Río Ancayo ist der 33 km lange linke Quellfluss. Er entspringt (⊙) an der Ostflanke der peruanischen Zentralkordillere auf einer Höhe von etwa 3700 m im zentralen Westen des Distrikts Pampa Hermosa. Der Río Ancayo durchquert das Bergland bis zum Zusammenfluss mit dem aus Süden heranfließenden Río Pampa Hermosa, anfangs 6 Kilometer in nordnordöstlicher, anschließend in ostnordöstlicher Richtung. Bei den Flusskilometern 7,5 und 4,5 münden die Flüsse Río Desconocido (von rechts) und Río San Juan (von links) in den Río Ancayo.
Der Río Desconocido, im Oberlauf auch Río Tasta, ist ein 36 km langer rechter Nebenfluss des Río Ancayo. Er entspringt (⊙) auf einer Höhe von etwa 4050 m an der Ostflanke der peruanischen Zentralkordillere. Der Río Desconocido verläuft auf den unteren 18 Kilometern etwa einen Kilometer südlich des Río Ancayo. Er mündet (⊙) schließlich auf einer Höhe von etwa 1075 m in den Río Ancayo.
Der Río Pampa Hermosa, im Oberlauf auch Río Toldopampa, ist der 59 km lange rechte Quellfluss. Er entspringt (⊙) im äußersten Südwesten des Distrikts Pampa Hermosa in der peruanischen Zentralkordillere nördlich des Gletscherrandsees Laguna Toctuca auf einer Höhe von etwa 4580 m. Die Nationalstraße 24A folgt dem Flusslauf auf fast seiner gesamten Strecke. Der Río Pampa Hermosa durchfließt das Gebirge, anfangs knapp 15 Kilometer in überwiegend nordöstlicher Richtung. Anschließend wendet er sich bis Flusskilometer 38 nach Osten, bevor er sich in Richtung Nordnordost wendet. Bei Flusskilometer 17,5 befindet sich am rechten Flussufer das Distriktverwaltungszentrum Mariposa. Der Río Pampa Hermosa vereinigt sich schließlich mit dem Río Ancayo zum Río Satipo.

## Einzugsgebiet
Der Río Satipo entwässert ein Areal von etwa 1540 km². Das Einzugsgebiet des Río Satipo erstreckt sich über Teile der Distrikte Pampa Hermosa, Satipo, Coviriali und Río Negro. Es hat eine Längsausdehnung in SW-NO-Richtung von etwa 75 km und reicht von der peruanischen Zentralkordillere im Südwesten bis auf wenige Kilometer an den Flusslauf des Río Perené im Nordosten heran. Das Einzugsgebiet des Río Satipo grenzt im Süden an das des oberstrom gelegenen Río Pangoa, im Südwesten an das des Río San Fernando, im Westen an das des Río Tulumayo, im Nordwesten und im Norden an das des Río Ipoqui sowie im äußersten Nordosten an das des Río Perené.